# Нител
Нижегородский телевизионный завод им. В. И. Ленина (ПАО НИТЕЛ) — предприятие радиоэлектронной промышленности в г. Нижнем Новгороде, одно из крупнейших производств военно-промышленного комплекса России. Адрес: 603009, г. Нижний Новгород, проспект Гагарина, 37.

## Наименования завода в разное время
- Предприятие основано 1 августа 1915 года как Нижегородское отделение акционерного общества Русских электротехнических заводов «Сименса и Гальске» (Siemens & Halske, в н. в. транснациональный концерн Siemens AG).
- Переименован в Нижегородский телефонный завод в 1918 году.
- 3.01.1923 году вновь переименован в Нижегородский радиотелефонный завод.
- 30.01.1924 году переименован в Нижегородский радиотелефонный завод им. В. И. Ленина
- 14.02.1934 году переименован в ГС радиотелефонный завод им. Ленина
- По приказу НК Оборонной промышленности СССР № 06сс от 30.12.1936 года переименован в ГС завод № 197 им. В. И. Ленина 5-го Главного управления НКОП.
- В соответствии с постановлением Правительства СССР от 6.03.1941 года по приказу № 50сс от 11.03.1941 года завод приравнен к предприятиям НКАП и получил условное наименование: «п/я 455».
- 01.1967 года ГС завод № 197 переименован в Горьковский телевизионный завод им. В. И. Ленина
- В 1974 году завод получил условное наименование — «Предприятие п/я А-3317»
- 29.10.1992 года завод был акционирован и преобразован в АООТ «Нижегородский телевизионный завод им. В.И. Ленина», «НИТЕЛ»[1] (затем ОАО), в ведении ГУ радиопромышленности ГКООП.

## Продукция завода в разное время
- Первая партия форпостных телефонных аппаратов выпущена заводом в апреле 1917 года
- После Гражданской войны на заводе изготавливали семафоры, стрелочные указатели, компостеры билетов, форсунки сжигания мазута для котлов речных судов, электроды конструкции Бонч-Бруевича и Вологдина для первой радиостанции; также производился ремонт телефонных аппаратов.
- С 1924 года начата подготовка к выпуску детекторных радиоприемников
- С 1929 года началась реконструкция завода и подготовка к выпуску связных радиостанций для авиации и радиопеленгаторов.
- Реконструкция завода закончена в 1932 году, начата подготовка к выпуску аэродромных радиостанций 15-СУ, бортовых РСБ, РСБ-М, РСИ; радиополукомпасов СПК и СПК-1, самолётных переговорных устройств СПУ-3.
- В октябре 1937 года на заводе организован отдел специальной телефонии. Завод стал самостоятельно модернизировать и разрабатывать новые радиостанции.
- Приказом № 27сс от 13.02.1941 года заводу утвержден план производства на 1941 год: радиостанции: РАФ – 290 шт. (пр. № 50сс от 11.03.1941 г. уменьшено до 100), РСБ – 851 шт., РСМК – 60 шт., ОТ – 1000 шт., РСБ-бис – 590 шт., РСБМ-бис – 75 шт.; переговорные устройства СПУ-2бис – 260 шт., СПУ-3бис – 775 шт., СПУ-4бис – 140 шт.; телефонные аппараты – 15 тыс. шт., коммутаторы КОФ-33 – 4000 шт., ТАГ-М – 500 шт.
- По приказу № 83сс от 18.04.1941 года требовалось организовать производство самолетной универсальной радиостанции РСУ-1, разработанной 2-м Спецотделом НКВД, с изготовлением к 1 сентября 36 комплектов и началом серийного выпуска с 1.01.1942 года.
- По пр. № 129с от 18.06.1941 года требовалось организовать на заводе производство гарнитур для авиационных шлемофонов.
- Пр. № 286сс от 11.09.1941 года заводом начат выпуск танковых переговорных устройств и танковых радиостанций
- За годы войны завод выпустил более 70 наименований изделий: 50422 радиостанции, 112 тыс. переговорных устройств, 234 тыс. полевых телефонов.
- По приказу № К-576с от 14.12.1945 года завод определен ведущим предприятием по разработке и изготовлению авиационных гарнитур. Производство: войсковые, самолетные и морские радиостанции.
- В 1946 году заводу поручена разработка и выпуск РЛС метрового диапазона для войск ПВО.
- В соответствии с ПСМ № 817-260сс от 1.04.1947 года начата разработка аэродромной УКВ радиостанции для связи с самолетами-истребителями РАС-УКВ. Тем же постановлением  задана разработка наземной приводной УКВ радиостанции для привода самолетов на аэродром ПАРУ-7 «Альбатрос».
- С 1948 года начато производство РЛС П-3А, в дальнейшем П-8, П-10, П-12, П-14 «Лена» (с 1959 г.), П-18-2, 1РЛ113, 44Ж6, 55Ж6-1, 5Н84, 1Л13-3.
- Автоматизированные радиолокационные и связные комплексы: 1РЛ116, 5Н85, 36Ж6.
- Антенны АНВ, АНД для передачи телеметрических данных первых искусственных спутников.
- Радиоприемники бытовые: ЛДВ-7-1, П-5, П-8 (1920-е), АРЗ, «Мелодия»; громкоговоритель «А» (1924-25); репродукторы: «Рекорд», «Рекорд-2, -3, -4 (1933), -5», «Зорька», «Пролетарий»; радиолы: «Балтика», «Соната», «Мелодия», «Октава» (1958-); телерадиола «Призма» (1961-)
- Телевизоры бытовые: «Радий» (1960-), «Радий-А (1962-), -Б (1965-), -И (1966-)» — всего 765500 шт.; «Чайка», «Чайка-2 (1967-), -4 (1970-), -5, -20, -201, -202, -205, -206, -207 (-1990)» — всего 4234900 шт; 34ТБ-424, 24ТБ-507, -701 (УЛПЦТ 59/61, 1974-), -711, -714 (1978-), -718, -722, -738, -739 — всего 1059780 шт; Ц-202, -275, -280 (3УСЦТ 51/61, 1985-), -310, -380, 51ТЦ-310, 61ТЦ-330, 51ТЦ-423, 61ТЦ-437 (-1992) — всего 1823750 шт; 51ТЦ-441 (1992-), 61ТЦ-469, «Нител» 31ТБ-414, 31ТБ-424, 54ТЦ-480, 54ТЦ-4214, 51ТЦ-5187, 61ТЦ-5188, 61ТЦ-5190, 54ТЦ-5191, 37ТЦ-5213 (-1997) — всего 342220 шт.
- Видеоплееры (по лицензии японской фирмы Sharp Corporation) «Нител» VC-50 (1994-), VC-55; видеодвойка (собственной разработки) «Нител» 55-ТЦ (-1997) — всего 7830 шт.
- Наземная станция приема спутникового телевидения «Чайка НСП-001»

## Научно-исследовательская и опытно-конструкторская работа
- Особое КБ № 197 (ОКБ-197) при заводе № 197 МПСС создано в соответствии с ПСМ № 1979-513сс от 9.06.1947 года по пр. № А-155сс от 16.06.1947 года для разработки конденсаторов, сопротивлений и керамических радиодеталей.
- СКБ завода № 197 (СКБ-197) образовано 30.09.1947 года для разработки связных самолетных и аэродромных радиостанций и модернизации РЛС П-3. В 1966 году предприятие переименовано в КБ ГТЗ им. Ленина, в 1974 году вместе с заводом входило в состав ПТО «Радий». В 1981 году КБ преобразовано в ГНИИРТ, в 1983 году – в составе ПО «ГТЗ им. Ленина» МРП. С 1990 года – ННИИРТ. Имело условное наименование «п/я М-5744». Разработаны: приводная аэродромная радиостанция ПАР-7 «Пеликан» («тема 27», 1947 год); в 1949 году разработана первая отечественная РЛС с индикатором кругового обзора П-8; далее созданы РЛС для войск ПВО — П-10, П-12, П-14,  П-70, 5Н69, 55Ж6, 1Л119; НИР «Ока» по разработке принципов построения РЛС с частотным качанием луча, создана РЛС 5Н69. К 2004 году было создано более 35 типов РЛС, из них 26 строились серийно. По состоянию на 2002 год разработка наземной и бортовой аппаратура радионавигации ЛА; системы дальнего обнаружения; РЛС ветрового зондирования атмосферы; многоканальных систем передачи информации; комплексов автоматизированного управления насосными агрегатами.
- и др.

## История завода (кратко)
Завод основан 1.08.1915 года Акционерным обществом Русских электротехнических заводов «Сименса и Гальске» как Нижегородское отделение Общества. Производственная деятельность начата в октябре 1916 года. Завод вступил в строй 9.01.1917 года. Выпускал телефонные, телеграфные и другие электротехнические аппараты.
Постановлением ВСНХ от 18.01.1919 года завод национализирован, в том же году передан в ведение секции «Сименс» Электротреста.
03.1920 года завод передан в ведение секции «Электросвязь» Электротреста Отдела электропромышленности ВСНХ.
В 10.1921 года передан в Главэлектро ВСНХ. С 05.1922 года передан в ведение Всероссийского треста слабого тока Главэлектро.
С 1925 года завод отнесён к предприятием, работающим на оборону.
В соответствии с постановлением СНК № 574 от 16.07.1931 завод передан в ведение созданного объединения «Электросвязь» ВСНХ.
По Указу Президиума ВС СССР от 17.04.1940 года и приказу НКАП/НКЭП № 105/5 от 23.04.1940 года завод передан в ведение НКЭП.

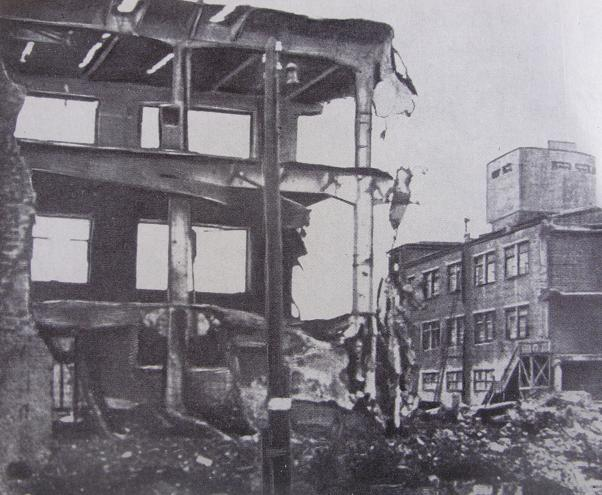
Завод катастрофически пострадал в результате бомбардировки в 1941 году

4.11.1941 года завод подвергся бомбардировке немецкой авиацией, в результате был разрушен 4-этажный главный корпус завода.
В соответствии с постановлением ГКО № 1907сс от 13.06.1942 года по приказу № МК-210сс от 14.06.1942 года на завод было мобилизовано 800 человек городского населения.
Указом Президиума Верховного Совета СССР от 21 января 1944 года завод был награжден орденом Ленина.
В соответствии с постановлением ГКО № 8616сс от 16.05.1945 года по приказу № К-288сс от 19.05.1945 года на завод из Германии было вывезено оборудование по производству радиоаппаратуры с завода фирмы АЭГ; в соответствии с постановлением ГКО № 9331сс от 5.07.1945 года по приказу № К-360сс от 9.07.1945 года – оборудование по производству радиоразведывательной и радиопередающей аппаратуры с завода фирмы «Лоренц Акциенгезельшафт Цвейгверк».
В соответствии с распоряжением Правительства СССР № 15786-рс от 31.10.1945 года по приказу № К-522сс от 31.10.1945 года и № К-531 от 5.11.1945 года для разработки изделий радиооборудования для самолета Б-4 (бомбардировщик Ту-4, см. историю создания) на заводе предписывалось организовать конструкторское бюро.
В 1947 году при заводе было организовано КБ по разработке радиодеталей — ОКБ-197.
В 1953 году на заводе была создана лаборатория изделий бытовой аппаратуры.
С 1960 года на заводе начат выпуск бытовых телевизоров.
В 1974 году было образовано производственное объединение «Радий» (предприятие п/я В-2172), куда вошли Горьковский телевизионный завод вместе с ОКБ и Кулебакский завод радиоузлов МРП (п/я Р-6701).
В 1983 году ГТЗ награждается орденом Октябрьской революции.
29.10.1992 года завод был акционирован и преобразован в АООТ «НИТЕЛ». По решению правительства № 22-р от 9.01.2004 года ОАО «НИТЕЛ» вошло в перечень стратегических предприятий.
В 2009 году для ВС России заводом были поставлены четыре РЛС 55Ж6У. Выполненный заказ стал крупнейшим за 15 лет.
В соответствии с постановлением Правительства РФ № 96 от 20.02.2004 года по пр. Минпромторга № 1828 от 3.07.2015 г. ОАО«НИТЕЛ» включено в реестр организаций ОПК.
В 2016 году завод приступил к освоению нового направления — технологии крупномодульной обработки. Для этого на предприятии были построены и введены в эксплуатацию новые производственные корпуса модульного типа общей площадью более 1000 м², приобретено и освоено 43 единицы современного оборудования, внедрено 2183 технологических процесса, изготовлено 797 единиц технологической оснастки. Затраты на техническое перевооружение и модернизацию производства в 2016 году составили 305,3 млн рублей, финансирование ремонтно-строительных работ — 65,9 млн рублей. Общий объём инвестиций составил 371,2 млн рублей. На развитие предприятия в 2017 году было направлено 228 млн рублей.